# Gara Ilba
Gara Ilba este o stație de cale ferată care deservește Cicârlău, județul Maramureș, România. Situată pe Magistrala CFR 400, este una din cele două gări din comuna Cicârlău, cealaltă fiind cea din satul Cicârlău.

## Istoric
Comuna Cicârlău și satul Ilba au fost legate la rețeaua de cale ferată în 1884, odată cu inaugurarea liniei de cale ferată Satu Mare – Baia Mare. Calea ferată Satu Mare–Baia Mare face parte din Magistrala CFR 400 și are o lungime de 60 km. În 1882, la Cluj (în maghiară Kolozsvár) un grup de oameni de afaceri au înființat „Societatea anonimă a căilor ferate locale Satu Mare – Baia Mare” (în maghiară "Szatmárnémeti – Nagybánya helyi vasúti részvénytársaság"). Societatea, având capital privat multinațional, a obținut concesiunea pentru construirea căii ferate care să conecteze Satu Mare (în maghiară Szatmárnémeti) de Baia Mare (în maghiară Nagybánya). Linia concesionată cu o lungime de 56,3 km pornește din Botiz (în maghiară Batiz), ca nod de legătură la linia deja existentă Debrecen – Szatmárnémeti (Satu Mare) – Királyháza (Korolevo) – Máramarossziget (Sighetu Marmației), a fost construită între anii 1882-1884. Porțiunea de linie Satu Mare – Botiz a fost exploatată în comun de către Helyi Érdekű Vasút (Calea Ferată de Interes Local) și Északkeleti Vasúttal (Căile Ferate Nord-Est). În 1904, datorită exploatării greoaie a porțiunii comune de linie, HÉV a construit o porțiune de 3,8 km care lega Botizul de stația Satu Mare a Căilor Ferate Maghiare (Magyar Államvasutak).

## Gara
Gara Ilba este situată în satul Ilba din comuna Cicârlău, amplasată pe secția interoperabilă Deda – Dej Triaj – Jibou – Baia Mare – Satu Mare, la kilometrul 19+700 față de stația Baia Mare, respectiv la kilometrul 40+300 față de stația Satu Mare. Stația este dotată cu instalație de centralizare electromecanică CEM.
Calea ferată asigură legătura comunei Cicârlău pe Magistrala 400 spre Baia Mare și Satu Mare pentru transportul feroviar de călători și marfă. Prin gara Ilba trec zilnic trenuri InterRegio (IR) și Regio (R) ale operatorilor CFR Călători și InterRegional Călători.

## Distanțe față de alte gări din România și Europa

### Distanțe față de alte gări din România
- Ilba și Arad - 294 km
- Ilba și Baia Mare - 20 km
- Ilba și București Nord (via Cluj-Napoca) - 710 km
- Ilba și București Nord (via Deda) - 644 km
- Ilba și Cluj-Napoca - 213 km
- Ilba și Jibou - 78 km
- Ilba și Oradea - 173 km
- Ilba și Satu Mare - 40 km

### Distanțe față de alte gări din Europa
- Ilba și  Keleti Budapesta (via Arad) - 547 km
- Ilba și  Hauptbahnhof Viena (via Arad) - 809 km